# 이즈미정 (효고현)
이즈미정(泉町)은 효고현 가사이군에 설치되었던 정이다. 현재의 가사이시에 해당한다.